# Штефан Лайє
Штефан Лайє (нім. Stephan Leyhe) — німецький стрибун з  трампліна, олімпійський медаліст, чемпіон світу. 
Срібну олімпійську медаль  Лайє виборов на Пхьончханській олімпіаді 2018 року разом із товаришами зі збірної в командних змаганнях на великому трампліні.

## Олімпійські ігри
| Рік  | Місто                     | НТ | ВТ | КВТ | ЗК  |
| ---- | ------------------------- | -- | -- | --- | --- |
| 2018 | Пхьончхан, Південна Корея | —  | —  | 2   | Н/Д |
| 2022 | Пекін, Китай              | 24 | —  | 3   | —   |

## Чемпіонат світу
| Рік  | Місто             | НТ | ВТ | КВТ | ЗК |
| ---- | ----------------- | -- | -- | --- | -- |
| 2017 | Лахті, Фінляндія  | 13 | 16 | 4   | —  |
| 2019 | Зеефельд, Австрія | 6  | —  | 1   | —  |

## Зовнішні посилання
- Досьє на сайті FIS

## Виноски
1. 1 2  Olympedia — 2006.
2. ↑  Men's large hill team results